# Айраска
Айра̀ска (на италиански и на пиемонтски: Airasca) е малък град и община в Метрополен град Торино, регион Пиемонт, Северна Италия. Разположен е на 257 m надморска височина. Към 1 януари 2023 г. населението на общината е 3669 души, от които 323 – чужди граждани.

## География, административно деление и население
Разположен югозападно от град Торино, в посока град Пинероло, Айраска се простира върху обширна равнина, богата на извори – район, който по-рано е бил включен в „Резервата на кралските ловни пространства“ и е известен със своите гори за сеч и изобилна дивеч.
През Айраска минават следните потоци: Рио Торто, Джинго, Никола Алто, Никола Басо, Нова дела Стационе и Корниана.
Има следните подселища (на итал. frazioni) и местности: Кашинета, Габелиери, Вичендете, Борда, Стационе Нуова.
Граничи със следните 5 общини: Скаленге, Пишина, Волвера, Ноне и Кумиана. Намира се на 23 км от Торино, на 125 км от Генуа и на 147 км от Милано.
Сред 323-те чужди граждани с постоянно местожителство в общината към 1 януари 2023 г. преобладават тези на Румъния (178 души). Български граждани липсват.

## Топоним
Според учени като Флекия (1871) и Данте Оливери (1965) името на селището произхожда от латинското благородническо име Арий (Arrius), съчетано с лигурската наставка -asco.
Според други то произлиза от Aja – място за обработка на житни култури.
Трета версия се дължи на генеалогичните проучвания на сем. Кока ди Сан Марко де Кавоти и по-точно относно сем. Кавилясо и Айраска (Cavigliasso y Airasca), към което принадлежи Тереза – съпругата на италианския предприемач, икономист, химик и агроном Ернесто Мария Кока (1879 – 1940): понеже нейният род дава на историята доблестни адмирали, през 1326 г. граф Бертолино Пиосаско Ди Роси иска да го почете и дава името Айраска на селището и замъка, изградени недалеч от Торино.

## История
Името Айраска се появява в Средновековни документи от втората половина на XIV век: феод на Графство Пиоскаско, територията е принадлежала на Резервата на кралските ловни пространства. Последните графове са Дероси ди Пиосаско, като последният граф е граф Феличе (1791 г.).
През 1693 г. селището е полуразрушено от френските войски начело с ген. Никола дьо Катина.
Построена като селскостопанско селище, през XX век община Айраска е включена в индустриалната зона на Торино, което води до силен прираст на населението през втората половина на века.
Свидетелство за произхода на Айраска е намиращият се на 4 км от него замък Марсаля, типичен пример за селскостопанско имение в равнината на Пиемонт.

## Икономика
Основния икономически сектор е отглеждане на пшеница, царевица, зърнени култури, зеленчуци, фураж и овощни дървета, говеда, кози и птици. Вторичният икономически сектор се състои от малки и средни предприятия в секторите: млечни продукти, хранителни продукти, текстил, строителство, механични, металургични, дървообработващи, каменни, каучукови и пластмасови изделия, изделия от стъкло и кожа. Третичният сектор се състои от добра мрежа за дистрибуция, както и мрежа на услуги, включващи банкиране, застраховане и недвижими имоти.

## Забележителности

### Градска архитектура

#### Замък на графовете Пиосаско-Айраска / Замък на 9-тезъбера
Замъкът (на итал. Castello dei conti Piossasco-Airasca, Castello dei Nove Merli) е древен замък, принадлежал на графовете Пиосаско-Айраска, който съхранява фрески от XV и XVII век.

#### Замък Марсаля
Замъкът (на итал. Castello della Marsaglia) е разположен на 4 км извън Айраска. Той е известен с битката от 4 октомври 1693 г. между пиемонтските войски начело с херцог Виктор Амадей II Савойски и френските войски начело с ген. Никола дьо Катина.

### Религиозна архитектура

#### Енорийска църка „Свети Бартоломей“
Църквата (на итал. Chiesa Parrocchiale di San Bartolomeo): барокова църква, построена в края на XVII век върху руините на предходна църква от 1332 г. със запазена оригинална камбанария. Вътре има стенописи от XVIII век и фини дървени мебели, вкл. дървен хор и амвон от същия период.

#### Църква на Братството на Светия Дух
Църквата (на итал. Chiesa della Confraternità dello Spirito Santo) е от първата половина на XVIII век и е свидетелство за пиемонтската архитектура.

## Събития
- Карнавал на алегоричните коли (Carnevale degli Strambicoli)[12] – в периода февруари-март в сътрудничество с градовете Волвера, Ноне и Виново; с шествия на малки движещи се платформи и други превозни средства с алегорични фигури и на хора с традиционни карнавални маски от Пиемонт. Маските на Айраска се казват Прайè (Prajè) – отговорник за поддръжката на напоителните канали и Маргера – работничка в маслена манифактура. По време на всеки парад квалифицирано жури оценява различните Strambìcoli и присъжда награди за най-екологичните, въображаемите, зрелищните и технически по-сложните.
- Пролетен панаир – първи понеделник на април с голям пазар и лунапарк.
- Патронен празник на Свети Бартоломей – 24 август. Съпътстван от голямо угощение на име „Панаир на пилето“, на което пилета на местни производители са приготвени по най-различни рецепти на пиаца Кастело и по улиците на градчето. Заедно с това се провежда и надбягване с пилета, в което участват пилета от различните квартали (Аурора, Кастело, Давал, Розела, Стационе и Сан Роко).
- Надбягване на кварталите – през юни. От 2016 г.

## Култура

### Музеи, библиотеки, театри и кина
- Общинска библиотека – свободен и безплатен достъп
- Кино – в град Пиосаско, на 8,3 км
- Аматьорска театрална асоциация „Новата компания“ (Пицика 'е Фуйе)

### Религиозни центрове
- Католическа енорийска църка „Свети апостол Бартоломей“ (Chiesa Parrocchiale di San Bartolomeo Apostolo), 14 век (ул. Рома 14)
- Католическа църква на Братството на Светия Дух (Chiesa della Confraternità dello Spirito Santo), 18 век (ул. Рома)
- Католическа църква „Св. Архангел Михаил“ / „Св. Антоний“ (Chiesa di San Michele Arcangelo o di Sant'Antonio)
- Католически параклис на Пресветото име на Мария / Параклис Навоне (Cappella del Santissimo Nome di Maria / Cappella Navone),19 век
- Католически параклис „Св. Мартин и Непорочното зачатие“ (Cappella di San Martino e Immacolata Concezione), в подселище Мартини.[13]

### Образование
- Една държавна детска градина
- Три държавни начални училища (от 1-ви до 5-и клас вкл.)
- Две държавни средни училища от първа степен (от 6-и до 8-и клас вкл.).
- Гимназии и техники в Орбасано и Виново

## Транспорт
- Най-близкото летище за вътрешни и международни полети е на 42 км (Торино Казеле); за директни междуконтинентални линии се използва летището Милано Малпенса, на 154 км
- Пристанище на Савона – на 149 км
- Гарата на Айраска, разположена на жп линията Торино-Торе Пеличе, се обслужва от линия 2 на ЖП мрежата на Метрополен град Торино (SFM)
- Автомагистрала A23 от алпийския проход Коле ди Сестриере, чийто маршрут пресича територията
- Околовръстен път на Торино E70, изход бул. Унионе совиетика (СССР) – Ступиниджи, на 15 км
- Междуградски автобусни линии: Садем: 275/282 Сестриере – Пероза Арджентина – Пинероло – Торино, 280 Бардже – Озаско – Пинероло – Айраска, 281 Сестриере – Пинероло (училищна линия); Bus Company 299 Торино – Айраска – Вилафранка – Салуцо, 301 Морета – Айраска и 302 Карде – Ноне; Cavourese: Торино-Пинероло-Торе Пеличе.[14]

## Спорт
- Аматьорски футболен отбор „Атлетико Айраска“ (A.S.D. Atletico Airasca)
- Аматьорски спортен клуб за източни бойни изкуства „Йо Рио Сен“ (A.S.D. Yo Ryo Sen[15]), от 1993 г.
- Аматьорски спортен клуб за карате „Карате Шотокан“ (A.S.D. Karate Shotokan[16])

## Побратимени градове
- Вила Тринидад, Аржентина (2005)